# Клан Макбрейн
Макбрейн (англ. MacBrayne, гэльск. Mac a' Bhriuthainn) — один из кланов горной части Шотландии. Девиз клана — «Fortis Ceu Leo Fidus» (храбрый как верный лев).

## История клана
Когда в шотландских фамилиях используется приставка «Мак» (сын), то это обычно указывает на их гэльское происхождение. Фамилия Макбрайн (по-гэльски Mac Bhiutainn) означает «сын судьи» и встречается во многих древних шотландских рукописях. Юджениус Макбрехин в 1525 году упоминается в летописях как студент университета Сент-Эндрюс. Анна Макбреинр упоминается в 1672 году в летописях Гортенагора. Дункан и Арчибальд Макбрайн в 1685 году были объявлены «мятежниками» в Аргайллшире.